# Queralt Castellet
Queralt Castellet (født 17. juni 1989) er en spansk snowboarder, der konkurrerer i halfpipe. 
Hun repræsenterede sit land under vinter-OL 2014 i Sochi, hvor hun sluttede på en 11. plads.
Hun vandt en sølvmedalje i kvindernes halfpipe ved Vinter-OL 2022 i Beijing.